# Juan Bravo Murillo

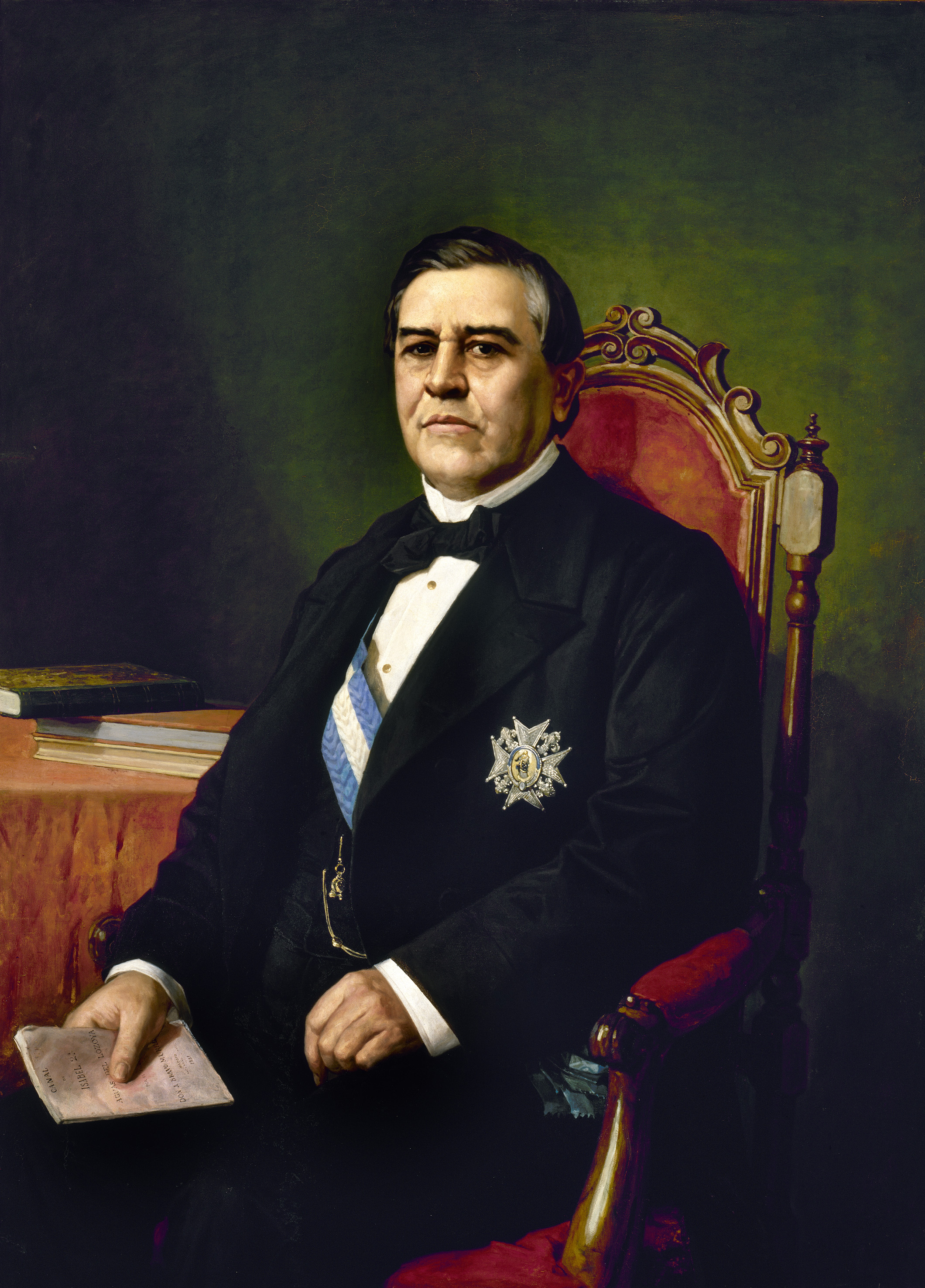
Juan Bravo Murillo, 1877.

Juan Bravo Murillo, född 24 juni 1803, död 11 februari 1873, var en spansk politiker.
Bravo Murillo blev advokat 1825, och 1837 medlem av deputeradekammaren. Han blev där en av ledarna för det konservativa partiet, och efter vartannat justitie-, handels-, undervisnings- och finansminister. År 1851 trädde han i spetsen för regeringen men måste redan 1852 avgå med anledning av ett tillbakavisat revisionsförslag i absolutistisk riktning av 1845 års konstitution.